# Laše
Laše – wieś w Słowenii, w gminie Šmarje pri Jelšah. W 2018 roku liczyła 116 mieszkańców.